# Elvira T
Elvira T (справжнє ім'я — Ельвіра Сергіївна Тугушева, нар. 14 серпня 1994 року в Саратові, Росія) — російська співачка і композиторка.

## Кар'єра
Народившиеся 14 серпня 1994 року в Саратові.
Кар'єра виконавиці розпочалася в 15 років, коли записала власну дебютну пісню «Все вирішено» (рос. «Всё решено») і виклала її в соціальній мережі. Композиція здобула популярність в Інтернеті, пізніше увійшла до ротації великих радіостанцій і потрапила в хіт-паради Росії та України. До цього часу «Все вирішено» залишається найбільш відомою композицією в репертуарі виконавиці.
Після переїзду з рідного Саратова до Москви вона вступила до МДУКМ і стала записуватися на лейблі «Zion Music». Ельвіра почала активно виступати і гастролювати, була номінована на низку відомих національних премій, серед яких «Премія Муз-ТВ» (в номінації «Прорив року») і премія телеканалу «RU.TV» (в категорії «Найкращий старт»).
У 2013 році відбувся реліз дебютного альбому «Одержима» (рос. «Одержима»).

## Релізи

### Дискографія

#### Студійні альбоми
| Назва    | Інформація                                                                    |
| -------- | ----------------------------------------------------------------------------- |
| Одержима | - Реліз: 28 жовтня 2013 - Лейбл: Music Zion - Формат: CD, цифрова дистрибуція |

#### Сингли
| Рік  | Назва                                 | Альбом   |
| ---- | ------------------------------------- | -------- |
| 2011 | «Все вирішено»                        | Одержима |
| 2012 | «Одержима»                            | Одержима |
| 2013 | «Море»                                | Одержима |
| 2013 | «Offline» (спільно з ST1M)            | Одержима |
| 2014 | «Крижана»                             | Одержима |
| 2014 | «Вище нуля» (спільно з Kill DJs)      | TBA      |
| 2014 | «Однокрылая»                          | TBA      |
| 2014 | «Біополе»                             | TBA      |
| 2014 | «Trap' ' Roll»                        | TBA      |
| 2014 | «Time Machine» (спільно з Jahkarta)   | TBA      |
| 2015 | «ОЕ»                                  | TBA      |
| 2015 | «Поїзди-літаки»                       | TBA      |
| 2016 | «Дежавю»                              | TBA      |
| 2016 | «Я їду додому»                        | TBA      |
| 2016 | «Таксі»                               | TBA      |
| 2017 | «Гори в Пеклі» (спільно з Menzo dj's) | TBA      |
| 2017 | «Не будь дурепою!»                    | TBA      |
| 2017 | «Мутний»                              | TBA      |

### Відеографія
| Рік  | Кліп                             | Режисер                           | Альбом   |
| ---- | -------------------------------- | --------------------------------- | -------- |
| 2011 | «Все вирішено»                   | Ілля Пермяков                     | Одержима |
| 2012 | «Одержима»                       | Ілля Пермяков                     | Одержима |
| 2013 | «Море»                           | Андрій Соболєв                    | Одержима |
| 2013 | «Offline» (за участю ST1M)       | Олексій Малахов                   | Одержима |
| 2014 | «Крижана»                        | Олексій Веренчик                  | Одержима |
| 2014 | «Вище нуля» (за участю Kill DJs) | Костянтин Кокорев                 | TBA      |
| 2014 | «Trap' ' Roll»                   | Ілля Пермяков                     | TBA      |
| 2015 | «ОЕ»                             | Ельвіра Тугушева                  | TBA      |
| 2015 | «Поїзди-літаки»                  | Ельвіра Тугушева і Сергій Grey    | TBA      |
| 2016 | «Таксі»                          | Олексій Боченин                   | TBA      |
| 2017 | «Не будь дурепою!»               | Олексій Малахов, Ельвіра Тугушева | TBA      |